# Fakulteta za promet in komunikacije v Sarajevu
Fakulteta za promet in komunikacije (izvirno bosansko Fakultet za saobraćaj i komunikacije u Sarajevu), s sedežem v Sarajevu, je fakulteta, ki je članica Univerze v Sarajevu.